# 2. Frauenliga (Österreich)
Die 2. Frauenliga, auch 2. Liga, früher Damenliga oder 2. Division genannt, ist die zweithöchste Spielstufe im österreichischen Frauenfußball. Der Meister steigt in die ÖFB Frauen-Bundesliga auf. Die zweite österreichische Frauenliga ist für höchstens 12 Mannschaften konzipiert und sollte ein Aufsteiger aus der dritthöchsten Spielklasse, die nach den Grenzen der österreichischen Bundesländer strukturierte Landesliga, geben. Der auf den Abstiegsplätzen befindliche Verein steigt in die jeweilige Landesliga ab.
Amateurteams der Vereine der ÖFB Frauen-Bundesliga sind von einem Aufstieg in diese ausgeschlossen.

## Ausrichtung
Leitung und Organisation
Folgende Verbande waren in den Saisonen betraut
| Saison  | Mitte/West        | Ost/Süd            |
| ------- | ----------------- | ------------------ |
| 2009/10 | keine Information | keine Durchführung |
| 2010/11 | OÖFV              | keine Durchführung |
| 2011/12 | OÖFV              | NÖFV               |
| 2012/13 | OÖFV              | WFV                |
| 2013/14 | OÖFV              | WFV                |
| 2014/15 | OÖFV              | WFV                |
| 2015/16 | SFV               | NÖFV               |
| 2016/17 | OÖFV              | WFV                |
| 2017/18 | OÖFV              | NÖFV               |
| 2018/19 | OÖFV              | WFV                |

## Geschichte

### Einführung in der Saison 1979/80 im Osten (1979/80)
| Saison | Meister                      |
| WFV: Damenliga Ost DLO | WFV: Damenliga Ost DLO       |
| --- | ---------------------------- |
| 1979/80 | SV Aspern II                 |
| 1980/81 | DSC Alland-Brunn             |
| 1981/82 | KSV der Wiener Berufsschulen |
| WFV: 2. Liga Ost |                              |
| 1982/83 | USC Landhaus Wien II         |
| 1983/84 | USC Landhaus Wien II         |
| 1984/85 | USC Landhaus Wien II         |
| 1985/86 | DFC Heidenreichstein         |
| 1986/87 | DFC Heidenreichstein         |
| 1987/88 | ASV Vösendorf                |
| 1988/89 | USC Landhaus Wien II         |
| 1989/90 | DFC Laimbach                 |
| 1990/91 | DFC Heidenreichstein         |
| 1991/92 | FV Austria XIII              |
| ÖFB: 2. Division |                              |
| 1992/93 | DFC Obersdorf                |
| OFB: 2. Liga Ost |                              |
| 1993/94 | SC Neunkirchen               |
| DLO Die Damenliga Ost bestand aus einer 1. Leistungsstufe und einer 2. Leistungsstufe. In der Damenliga Ost der 2. Leistungsstufe spielen Vereine aus Niederösterreich und Wien, später auch aus dem Burgenland. |                              |

In der Saison 1979/80 wurde im Osten Österreichs eine zweite Liga für Vereine aus Wien und Niederösterreich eingeführt, später kamen Mannschaften aus dem Burgenland dazu. Sie wurde Damenliga Ost (2. Leistungsstufe) genannt. Da die 1. Leistungsstufe und die 2. Leistungsstufe gleich hießen, wurde die Damenliga Ost für die 2. Leistungsstufe ab der Saison 1993/94 in 2. Division umbenannt. Der Meister aus der Damenliga Ost (2. Leistungsstufe) stieg in die Damenliga Ost (1. Leistungsstufe) auf. In der Saison 1981/82 gab es gleich drei Aufsteiger, sodass die darauffolgende Saison die oberste Leistungsstufe erstmals zehn Vereinen hatte.

### Einführung im Westen (1994/95)
| 1994/95 | DFC Obersdorf       | Innsbrucker AC    |
| | 2. Division Ost     | Regionalliga West |
| 1995/96 | DFC Obersdorf       | RW Rankweil       |
| 1996/97 | SV Neulengbach      | Innsbrucker AC    |
| 1997/98 | ATSV Deutsch-Wagram | SK Zirl           |
| 1998/99 | SC Brunn am Gebirge | FC Egg            |
| ZLO1 In der 2. Liga Ost spielen Vereine aus dem Burgenland, Niederösterreich und Wien. RLW1 In der Regionalliga West spielen Vereine aus Tirol und Vorarlberg. |                     |                   |

Im Westen wurde erst in der Saison 1994/95 eine bundeslandüberschreitende Liga eingerichtet, es spielten die Bundesländer Tirol und Vorarlberg um den Meister, der aber nicht in die damals genannte Frauen-Bundesliga aufstiegsberechtigt war.

### Einteilung in Mitte, West, Ost und Süd (2000/01)
| Saison | Meister                | Meister                | Meister              | Meister                                    |
| Saison | 2. Division Mitte ZDM2 | Regionalliga West RLW2 | 2. Division Ost ZDO2 | Landesliga Steiermark (inkl. Kärnten) LLS2 |
| --- | ---------------------- | ---------------------- | -------------------- | ------------------------------------------ |
| 1999/2000 | kein Spielbetrieb      | Schwarz-Weiß Bregenz   | SC Stattersdorf      | DFC St. Ruprecht St1                       |
| 2000/01 | SV Garsten             | FC Lingenau            | SC Damen Dörfl       | LUV Graz St1                               |
| 2001/02 | SV Garsten             | FC Lingenau            | USG Ardagger/Neust.  | ASV St. Margarethen                        |
| 2002/03 | SV Spittal/Drau        | FC Koblach             | FC Südburgenland     | ASV St. Margarethen                        |
| 2003/04 | SV Garsten             | FC Koblach             | ASK Erlaa            | 1. DFC Leoben                              |
| 2004/05 | LASK Ladies            | FC Koblach             | SV Gloggnitz         | DFC St. Ruprecht                           |
| | 2. Division Mitte      | Regionalliga West      | 2. Liga Ost          | 2. Division Süd                            |
| 2005/06 | Union Kleinmünchen II  | Schwarz-Weiß Bregenz   | SV Horn              | 1. DFC Leoben                              |
| | 2. Liga Mitte          | 2. Division West       | 2. Liga Ost          | 2. Liga Süd                                |
| 2006/07 | USK Hof                | FC Wacker Tirol        | SV Groß-Schweinbarth | FC St. Veit                                |
| | 2. Liga Mitte          | 2. Liga West           | 2. Division Ost      | 2. Liga Süd                                |
| 2007/08 | USK Hof                | FC Koblach             | SV Groß-Schweinbarth | ASV St. Margarethen                        |
| | 2. Liga Mitte          | 2. Liga West           | 2. Liga Ost          | 2. Liga Süd                                |
| 2008/09 | Union Kleinmünchen     | nicht durchgeführt     | SKV Altenmarkt       | FC Stattegg                                |
| 2009/10 | Union Kleinmünchen     | Union Kleinmünchen     | ASV Spratzern        | DFC St. Ruprecht                           |
| 2010/11 | Heeres SV Wals         | Heeres SV Wals         | ASV Spratzern        | SC/ESV Parndorf                            |
| ZDM2 In der 2. Division/2. Liga Mitte spielen Vereine aus Oberösterreich und Salzburg und SV Spittal/Drau. RLW2 In der Regionalliga/2. Division/2. Liga West spielen Vereine aus Tirol und Vorarlberg. ZDO2 In der 2. Division/Liga Ost spielen Vereine aus dem nördlichen Burgenland, Niederösterreich und Wien. LLS2 In der Landesliga Steiermark/2. Division/Liga Süd spielen Vereine aus dem südlichen Burgenland, Kärnten und der Steiermark. St1 In der Landesliga Steiermark spielen 1999 bis 2001 nur Vereine aus der Steiermark. |                        |                        |                      |                                            |

Auch in Oberösterreich und Salzburg konnte man sich in der Saison 2000/01 auf eine gemeinsame Meisterschaft einigen. Eine grenzüberschreitende Liga folgte in der Saison 2003/04 in Kärnten und in der Steiermark. Somit gab es in allen Bundesländern eine zweite bundeslandüberschreitende Frauenliga in Österreich.

### Einteilung in Mitte/West und Ost/Süd (2011/12)
| 2011/12 | FC Wacker Innsbruck II | SKV Altenmarkt              |
| 2012/13 | Heeres SV Wals         | SV Neulengbach II           |
| 2013/14 | SG FC Bergheim/USK Hof | FSK St. Pölten-Spratzern II |
| 2014/15 | SG FC Bergheim/USK Hof | SV Neulengbach II           |
| 2015/16 | FC Bergheim Damen      | ASK Erlaa                   |
| 2016/17 | FFC Vorderland         | SKN St. Pölten Frauen II    |
| 2017/18 | FC Wacker Innsbruck    | SK Sturm Graz II            |
| 2018/19 | RW Rankweil            | SV Horn                     |
| ZLMW3 In der 2. Liga Mitte/West spielen Vereine aus Oberösterreich, Salzburg, Tirol und Vorarlberg. ZLOS3 In der 2. Liga Ost/Süd spielen Vereine aus dem Burgenland, Kärnten, Niederösterreich, Steiermark und Wien. |                        |                             |

Um das Niveau der zweiten Frauenliga in Österreich zu erhöhen, fasste man schon in der Saison 2009/10 in den westlichen gelegenen Bundesländern die Vereine in Mitte/West zusammen und es spielten Mannschaften aus Oberösterreich, Salzburg, Tirol und Vorarlberg in einer gemeinsamen Liga. Ein Jahr später folgten auch die Vereine aus Ostösterreich: Burgenland, Kärnten, Niederösterreich, Steiermark und Wien spielten in der 2. Liga Ost/Süd.

### Eine 2. Liga österreichweit (2019/20)
| Saison  | Meister                         |
| Saison  | 2. Liga                         |
| ------- | ------------------------------- |
| 2019/20 | Abbruch, keine Wertung          |
| 2020/21 | First Vienna FC Frauen          |
| 2021/22 | SPG Kleinmünchen/Blau-Weiß Linz |
| 2022/23 | SPG FC Lustenau/Dornbirn Ladies |
| 2023/24 | Linzer ASK                      |

Ab der Saison 2019/20 führte der ÖFB eine einzige 2. Liga österreichweit ein. Die 2. Mannschaften der Vereine spielen in der Future League.